# أكتوبر (مجلة)
أكتوبر هي مجلة سياسية تصدر في القاهرة ، مصر. تصدرها دار المعارف للطباعة والصحافة والنشر وهي إحدى المطبوعات المملوكة للدولة في البلاد. 

## التاريخ و ملف المجلة
تأسست أكتوبر من قبل مجموعة دار المعارف عام 1976.   ظهر العدد الأول في 31 أكتوبر من ذلك العام.  هي مجلة سياسية واجتماعية تصدرها مجموعة دار المعارف أسبوعيا في أيام السبت.   الشركة مملوكة للحكومة المصرية  ويقع مقرها في القاهرة. 
أنيس منصور ، كاتب مصري، كان أول من شغل رئيس تحرير للمجلة   وتولى هذا المنصب لفترة طويلة.   كما شغل إسماعيل منتصر منصب رئيس تحرير المجلة الأسبوعية بعد ذلك.  في 28 يونيو 2014، أصبح حسن أبو طالب رئيسًا لتحرير أكتوبر .  في سبتمبر 2020، تم تعيين محمد أمين علي السيد رئيسًا للتحرير. 
أثناء رئاسة أنيس منصور للمجلة ، نشرت المجلة مقالات لكتاب إسرائيليين بين عامي 1979 و1981.  
تم بيع عدد من نسخ مجلة أكتوبر و هو 120 ألف نسخة في عام 2000 

## أنظر أيضاً
- قائمة المجلات في مصر